# Sporobolus neglectus
Sporobolus neglectus är en gräsart som beskrevs av George Valentine Nash. Sporobolus neglectus ingår i släktet droppgräs, och familjen gräs. Inga underarter finns listade i Catalogue of Life.